# ناركوتي

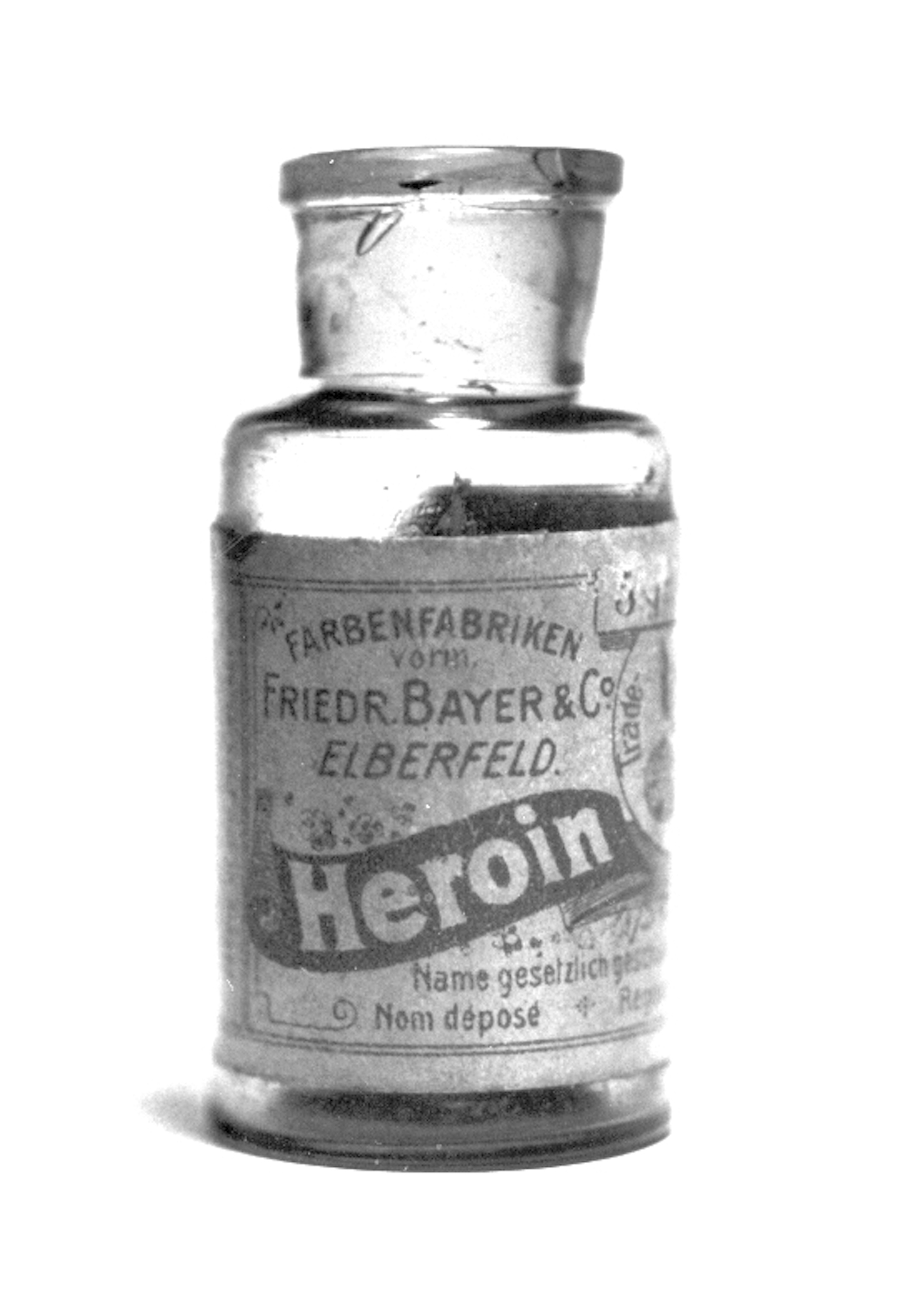
قارورة هيروين، وهو أفيوني المفعول وناركوتي.

الناركوتيات أو الأدوية الناركوتية أو المخدرات الناركوتية (بالإنجليزية: narcotic)‏ هي أدوية نفسانية التأثير ومحفزة للنوم.
في الولايات المتحدة، الناركوتيات للتعبير عن الأفيونيات أو أشباه الأفيونيات، مثل مورفين وهيروين ومشتقاتها مثل هيدروكودون.
يستخدم مصطلح الناركوتيات بشكل غير دقيق وله دلالات سلبية.
أما في السياق القانوني في الولايات المتحدة، فإن الدواء الناركوتي هو الدواء المحظور تماما، أو الأدوية التي تستخدم وفق القوانين الحكومية الصارمة، مثل كودين أو مورفين.
من الناحية العلمية الصيدلانية، فإن استخدام مصطلح (ناركوتي) غير عملي بسبب الاستخدامات المتنوعة له تاريخيا.